# 宇文柔奴
宇文柔奴（？年—？年），即柔娘，別名寓娘，有點酥娘的稱號，北宋王鞏歌女。

## 生平
元豐二年（西元1079年），王鞏因蘇軾“烏臺詩案 ”遭受牽連，被貶至賓州。宇文柔奴相隨，陪王鞏在賓州生活了三年多。
元豐六年（西元1083年），王鞏北歸，王鞏置酒與蘇軾會飲，宇文柔奴為蘇軾勸酒。宇文柔奴善談笑，蘇軾問她：“嶺南的風土，環境應該算不上好吧？”宇文柔奴平靜回答：“此心安處，便是吾鄉。”蘇軾大為讚賞，當即為之填下《定風波》一詞。
據國家中醫藥研究所的研究醫學歷史的蔡忠志研究，她的父親可能是御醫，但她父親被冤枉而入獄，在獄中死亡。

## 相關詩詞
- 《定風波·海南歸贈王定國侍兒寓娘》